# Septett
Ein Septett (von lat. septem: „sieben“) ist in der Musik eine Gruppe von sieben Ausführenden oder ein Musikstück für eine solche Gruppe.
Es hat sich keine  starke Besetzungstradition oder Gattung herausgebildet, doch hat Ludwig van Beethovens Septett für Klarinette, Horn, Fagott und vier Streicher einen starken Einfluss auf die Komponisten der eigenen und folgenden Generation ausgeübt und schließlich Franz Schubert zu seinem Oktett angeregt.
Auch in den meisten anderen Septetten steht ein Quartett aus vier (meist verschiedenen) Streichern einem Bläsertrio gegenüber; oft wird aber eines dieser Instrumente durch ein Tasteninstrument ersetzt. In der Neuen Musik (siehe Beispiele John Cage und Morton Feldman) sind auch einige ganz ungewöhnliche, scheinbar unausgewogene Instrumentalkombinationen herangezogen worden.

## Werkauswahl
Werke für Septettbesetzungen in unterschiedlichster Instrumentenkombination schrieben beispielsweise:

### Vorläufer
- Wolfgang Mozart: Divertimento Nr. 11 D-Dur KV 251 („Nannerl-Septett“) (1776) für Oboe, zwei Hörner, zwei Violinen, Viola, Kontrabass
- Ignaz Pleyel: Septett in Es-Dur B.251 (1787) für zwei Hörner, Streichquartett, Kontrabass

### Streicher-Bläser-Besetzung
- Ludwig van Beethoven: Septett Es-Dur op. 20 (1799) für Klarinette, Fagott, Horn, Violine, Viola, Violoncello, Kontrabass
- Peter von Winter: Septett Es-Dur op. 10 (gedruckt 1803) für Klarinette (oder Oboe), Fagott, zwei Hörner, Streichtrio
- Conradin Kreutzer: Grand Septett Es-Dur op. 62 (1822) für Klarinette, Fagott, Horn, Violine, Viola, Violoncello, Kontrabass
- Franz Berwald: Grand Septett B-Dur (1828) für Klarinette, Fagott, Horn, Violine, Viola, Violoncello, Kontrabass
- Erzherzog Rudolph von Österreich: Septett e-moll (1830) für Klarinette, Fagott, Horn, Violine, Viola, Violoncello, Kontrabass
- Max Bruch: Septett Es-Dur op. posth. (1849) für Klarinette, Fagott, Horn, zwei Violinen, Violoncello, Kontrabass
- Adolphe Blanc: Septuor E-Dur op. 40 (1860) für Klarinette, Fagott, Horn, Violine, Viola, Violoncello, Kontrabass
- Vincent d’Indy: Suite dans le style ancien D-Dur op. 24 (1886) für zwei Flöten, Trompete, Streichquartett
- Joseph Miroslav Weber: Aus meinem Leben E-Dur (1896, gedruckt 1899) für Klarinette, Fagott, zwei Hörner, Streichtrio
- Hanns Eisler: Suite Nr. 1 für Septett op. 92a (1940) und Septett Nr. 2 „Circus“ (1947), beide für Flöte, Klarinette, Fagott, Streichquartett

### Streicher- und Bläsergruppe mit Tasteninstrument oder Harfe
- Ferdinand Ries: Septett op. 25 (1808) für Klarinette, zwei Hörner, Violine, Violoncello, Kontrabass, Klavier
- Johann Nepomuk Hummel: Septett Nr. 1 d-moll op. 74 (1816) für Flöte, Oboe, Horn, Viola, Violoncello, Kontrabass, Klavier
- Johann Nepomuk Hummel: Septett Nr. 2 C-Dur „Militär“ op. 114 (1829) für Flöte, Klarinette, Trompete, Violine, Violoncello, Kontrabass, Klavier
- Ignaz Moscheles: Grand septuor D-Dur op. 88 (1832–33) für Klarinette, Horn, Violine, Viola, Violoncello, Kontrabass, Klavier
- Friedrich Kalkbrenner: Septett A-Dur op. 132 (1835) für Oboe, Klarinette, Fagott, Horn, Violoncello, Kontrabass, Klavier
- Alexander Fesca: Septett Nr. 1 c-moll op. 26 (1842) für Oboe, Horn, Violine, Viola, Violoncello, Kontrabass, Klavier
- George Onslow: Septett B-Dur op. 79a (1849) für Flöte, Oboe, Klarinette, Fagott, Horn, Kontrabass, Klavier
- Louis Spohr: Septett a-moll op. 147 (1853) für Flöte, Klarinette, Fagott, Horn, Violine, Violoncello, Klavier
- Camille Saint-Saëns: Septett Es-Dur op. 65 (1879–80) für Trompete, zwei Violinen, Viola, Violoncello, Kontrabass, Klavier
- Maurice Ravel: Introduktion und Allegro (1906) für Flöte, Klarinette, Streichquartett, Harfe
- Arnold Schönberg: Suite op. 29 (1924–26) für zwei Klarinetten, Bassklarinette, Violine, Viola, Violoncello, Klavier
- Charles Koechlin: Sonate à 7 op. 221 (1949) für Oboe, Flöte, Streichquartett, Harfe
- Igor Strawinsky: Septett (1953) für Klarinette, Horn, Fagott, Violine, Viola, Violoncello, Klavier
- John Cage: Seven (1988) für Flöte, Klarinette, Violine, Viola, Violoncello, Schlagzeug, Klavier

- Rudi Stephan: Musik für 7 Saiteninstrumente (Harfe, Klavier und Streichquintett) (1911)

### Reine Streicherbesetzung
- Richard Strauss: Metamorphosen (1945), Urfassung für zwei Violinen, zwei Violen, zwei Violoncelli, Kontrabass

### Reine Bläserbesetzung
- Charles Koechlin: Septett für Bläser op. 165 (1937) für Flöte, Oboe, Englischhorn, Klarinette, Saxophon, Fagott, Horn
- Paul Hindemith: Septett für Bläser (1948) für Flöte, Oboe, Klarinette, Bassklarinette, Fagott, Horn, Trompete

### Andere Besetzungen
- Heitor Villa-Lobos: Chôros No. 7 „Settimino“ (1924) für Flöte, Oboe, Klarinette, Alt-Saxophon, Fagott, Violine, Violoncello
- Morton Feldman:
  - False Relationships and the Extended Ending (1968) für Posaune, Violine, Violoncello, drei Klaviere, Röhrenglocken
  - The Straits of Magellan (1961) für Flöte, Horn, Trompete, elektrische Gitarre, Harfe, Klavier, Kontrabass
  - For Frank O'Hara (1973) für Flöte, Klarinette, Violine, Violoncello, zwei Schlagzeuger, Klavier
- John Cage: Seven2 (1990) für Bassflöte, Bassklarinette, Bassposaune, zwei Schlagzeuger, Violoncello, Kontrabass